# Municipio de Braintrim
El municipio de Braintrim (en inglés: Braintrim Township) es un municipio ubicado en el condado de Wyoming en el estado estadounidense de Pensilvania. En el año 2000 tenía una población de 508 habitantes y una densidad poblacional de 32 personas por km².

## Geografía
El municipio de Braintrim se encuentra ubicado en las coordenadas 41°38′30″N 76°07′59″O / 41.64167, -76.13306.

## Demografía
Según la Oficina del Censo en 2000 los ingresos medios por hogar en la localidad eran de $45,234 y los ingresos medios por familia eran $52,031. Los hombres tenían unos ingresos medios de $35,500 frente a los $23,750 para las mujeres. La renta per cápita para la localidad era de $17,914. Alrededor del 7,9% de la población estaban por debajo del umbral de pobreza.